# Park Narodowy Llanganates
Park Narodowy Llanganates (hiszp. Parque nacional Llanganates) – park narodowy w Ekwadorze położony w prowincjach Cotopaxi, Napo, Pastaza i Tungurahua. Został utworzony 18 stycznia 1996 roku  i zajmuje obszar 2197,07 km². W 2008 roku został zakwalifikowany przez BirdLife International jako ostoja ptaków IBA. W tym samym roku został wpisany na listę konwencji ramsarskiej. Na północ od niego znajduje się Park Narodowy Cotopaxi, a na południe Park Narodowy Sangay.

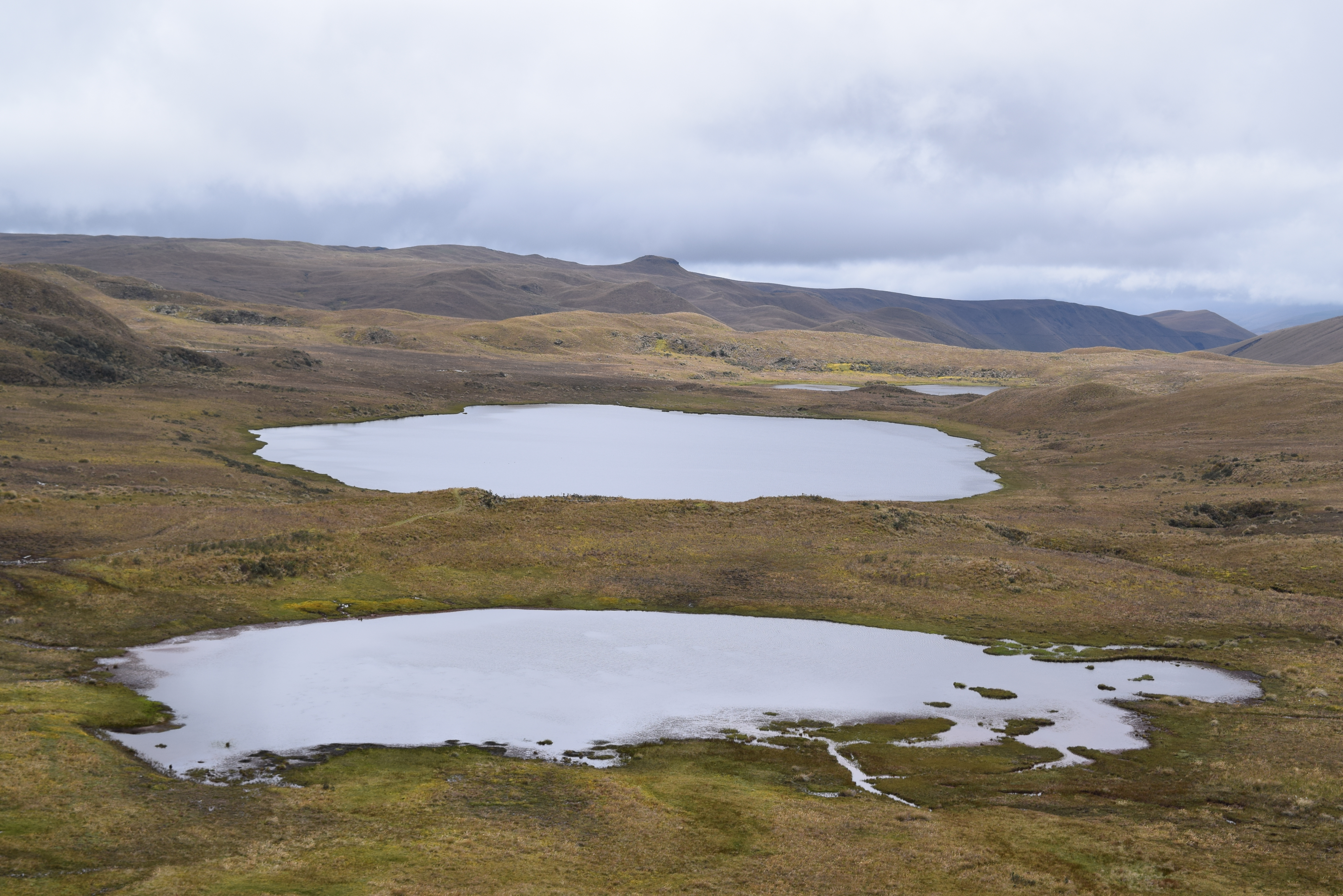
Jeziora Anteojos

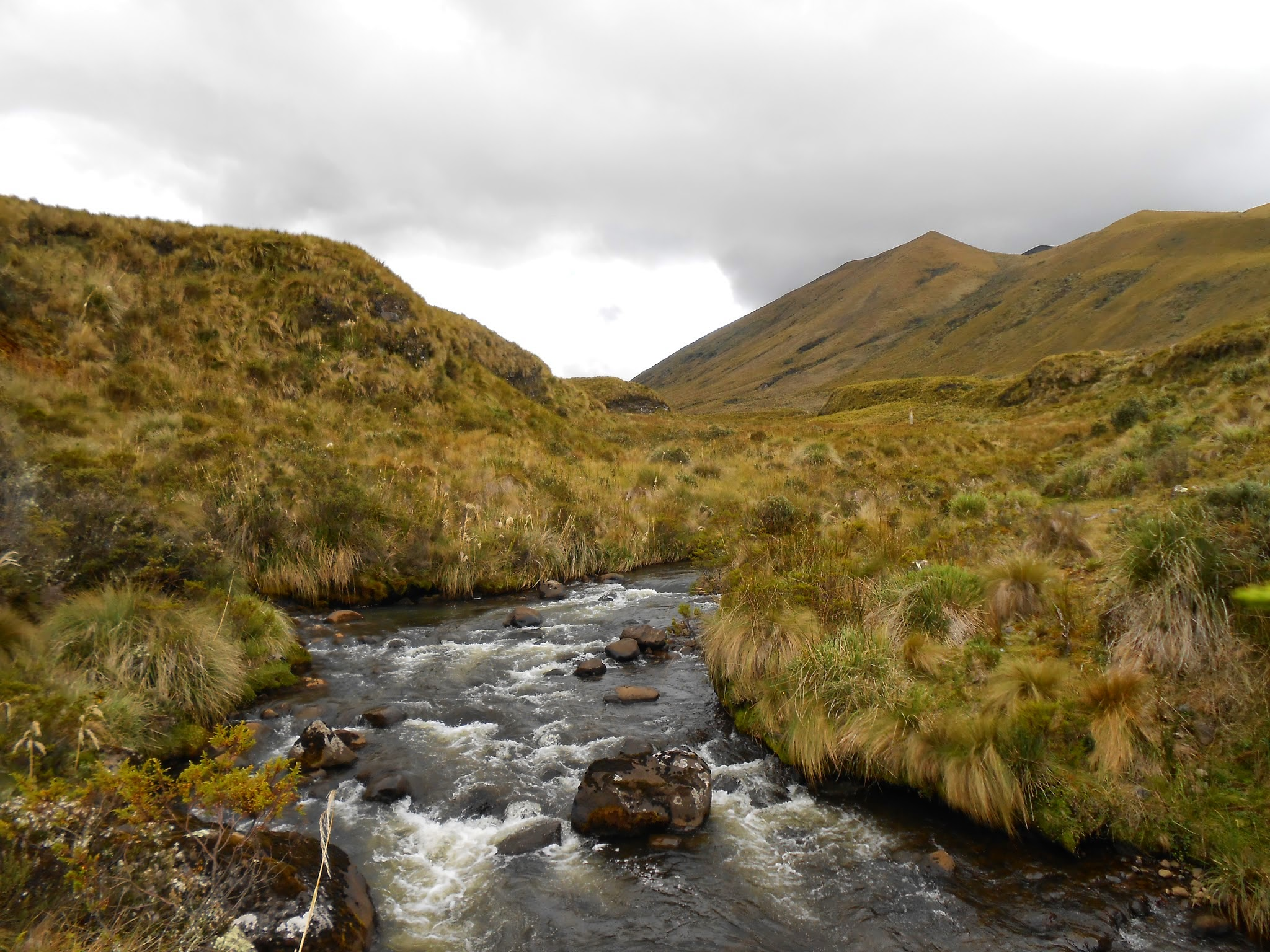
Paramo w parku

## Opis
Park znajduje się na wschodnich zboczach Andów, w dorzeczu Amazonki, na wysokościach od 860 do 4571 m n.p.m. i obejmuje większą część pasma górskiego Llanganates (keczua. Piękna góra). Najwyższym szczytem w parku jest Cerro Hermoso (4571 m n.p.m.). Niżej położoną, wschodnią część parku, część parku pokrywa tropikalny wilgotny las górski i tropikalny las suchy. Wyżej, w zachodniej części, występuje las mglisty i paramo. Park obejmuje trudno dostępne tereny i dlatego flora i fauna nie została dokładnie zbadana.
Park związany jest z legendą o Skarbie Llanganatis. W Llanganates Inkowie wydobywali złoto i stworzyli infrastrukturę drogową, której ślady można oglądać do dziś. Legenda głosi, że inkaski wódz Rumiñahui wiózł stąd złoto jako okup za będącego w niewoli u Hiszpanów władcę Inków Atahualpę. Gdy dowiedział się o jego śmierci w Cajamarca ukrył złoto w górach. Wielu poszukiwaczy próbowało odnaleźć skarb. Dla niektórych skończyło się to śmiercią. 
W zależności od wysokości średnia roczna temperatura w parku wynosi od +3 °C do +24 °C, a opady od 1000 do 4000 mm rocznie.

## Flora
Szacuje się, że w parku występuje ponad 800 gatunków roślin naczyniowych. Rosną tu zagrożone wyginięciem (EN) Siphocampylus asplundii, Draba aretioides i Gentianella jamesonii, a także m.in.: Neurolepis aristata i różne gatunki roślin z rodzaju Espeletia.

## Fauna
W parku odnotowano około 300 gatunków ptaków, około 50 gatunków ssaków oraz ponad 20 gatunków gadów i płazów. 
Ssaki to zagrożony wyginięciem (EN) tapir górski, narażone na wyginięcie (VU) andoniedźwiedź okularowy, ponocnica lemurowata, andowiak wątły i mazama karłowata, a także m.in.: puma płowa, mulak białoogonowy, Cavia patzelti, łasica długoogonowa i wydrak długoogonowy.
Ptaki występujące w parku to narażone na wyginięcie (VU) andagra maskowa i kondor wielki, a także m.in.: grdacz soplowaty, bekas kasztanowaty, bekas długodzioby, andotukan niebieski.